# Niên hiệu
Niên hiệu (giản thể: 年号, phồn thể: 年號, bính âm: niánhào) là một giai đoạn gồm các năm nhất định được các Hoàng đế Trung Quốc và các nước chịu ảnh hưởng văn hóa Trung Hoa như Việt Nam, Triều Tiên & Nhật Bản sử dụng. Mỗi vua thường có một hoặc nhiều niên hiệu riêng. Sau niên hiệu là số năm (thông thường bắt đầu từ ngày đầu năm mới âm lịch). Niên hiệu được xuất phát từ khẩu hiệu hay phương châm trị vì của vị vua đó.

## Chức năng
Hán Vũ Đế thường được coi là Hoàng đế đầu tiên sử dụng niên hiệu; tuy nhiên ông chỉ là người đầu tiên sử dụng niên hiệu trong suốt thời gian cai trị của mình. Ông và cha của ông cũng sử dụng niên hiệu, mặc dù không liên tục. Trong suốt thời gian ông trị vì từ năm 140 TCN đến 87 TCN, Vũ Đế đặt 11 niên hiệu, trong đó 6 niên hiệu đầu được ông đều đặn đổi 6 năm 1 lần; 4 niên hiệu sau đó đổi đều đặn 4 năm 1 lần.
Mỗi niên hiệu đếu mang ý nghĩa riêng. Ví dụ: niên hiệu đầu tiên của Hán Vũ Đế là Kiến Nguyên (建元, jiànyuán), có nghĩa là "thiết lập kỉ nguyên". Niên hiệu cũng phản ánh đặc điểm của cảnh quan chính trị và bối cảnh vào thời điểm đó. Kiến Trung Tĩnh Quốc (建中靖國 jiàn zhōng jìng guó), niên hiệu đầu tiên của Tống Huy Tông, có nghĩa là "thiết lập đất nước thanh bình", phản ánh chủ nghĩa duy tâm của Hoàng đế trong việc dung hòa sự đấu tranh giữa các đảng bảo thủ và tiến bộ trong các cải cách chính trị và xã hội. Niên hiệu đầu tiên của nhà Thanh rất quan trọng bởi vì nó có nghĩa là "(người Mãn sở hữu) Thiên mệnh". Một số nguyên hiệu cũng được dùng nhiều lần bởi các triều đại khác nhau như Thái Bình.
Việc tuyên bố niên hiệu mới được đề cập đến trong các văn bản lịch sử của Trung Quốc là kiến nguyên. Việc Hoàng đế nửa chừng muốn đổi niên hiệu khác thì được gọi là cải nguyên (改元 gǎi yuán), nghĩa là "thay đổi kỉ nguyên".
Tính năm trị vì bằng niên hiệu chỉ cần tính từ năm đầu tiên của niên hiệu đó. Ví dụ, năm 138 TCN là Kiến Nguyên (建元) năm thứ 3 vì năm 140 TCN là năm đầu tiên. Khi nhiều vị vua sử dụng cùng một niên hiệu, tên của quốc vương hoặc triều đại cụ thể đó phải được đề cập đến để phân biệt. Ví dụ như khi Hán Vũ Đế và Tấn Khang Đế đều dùng chữ Kiến Nguyên để làm niên hiệu. Do vậy năm 444 là Kiến Nguyên năm thứ hai của nhà Tấn (hoặc của Tấn Khang Đế) trong khi năm 139 TCN là Kiến Nguyên năm thứ hai của nhà Hán (hoặc của Hán Vũ Đế). Trong văn học, người ta có thể tìm thấy các cụm từ như "tháng đầu tiên của năm Kiến Nguyên thứ mười ba" (建元十三年元月).
Hầu hết niên hiệu chỉ có 2 chữ. Trường hợp ngoại lệ đáng chú ý là từ Tây Hạ (1032 - 1227). Trong số 33 niên hiệu của Tây Hạ, 7 niên hiệu có đến hơn 3 chữ. Ví dụ:
- Thiên Tứ Lễ Thịnh Quốc Khánh (天賜禮盛國慶 tiān cì lǐ shèng guó qìng) (1069 - 1074)
- Thiên Thọ Lễ Pháp Diên Tộ (天授禮法延祚 tiān shòu lǐ fǎ yán zuò) (1038 - 1048)

Trước thời nhà Minh, Hoàng đế thường thay đổi niên hiệu nhiều lần. Việc đánh số của năm vẫn tính vào ngày đầu tiên của lịch Trung Quốc, bất kể tháng đổi niên hiệu. Ví dụ, Đường Minh Hoàng đổi niên hiệu "Tiên Thiên" (先天, pinyin: xiān tiān) thành "Khai Nguyên" (開元, pinyin: kāi yuán) vào tháng 12 của Nông lịch. Khai Nguyên năm thứ hai (開元二年) bắt đầu vào ngày đầu tiên của tháng tiếp theo (Tết Trung Quốc); do vậy Khai Nguyên năm thứ nhất (開元元年) chỉ bao gồm những ngày cuối cùng trong tháng 12 sau khi đổi niên hiệu.

## Lịch sử
Các Hoàng đế thời Minh và Thanh thường chỉ sử dụng một niên hiệu trong suốt thời gian trị vì của họ, do vậy người ta thường dùng niên hiệu để gọi tên Hoàng đế của các triều đại này. Khi một vị Hoàng đế qua đời, người kế nhiệm sẽ dùng một niên hiệu mới, nhưng việc đánh số niên hiệu mới sẽ chỉ bắt đầu vào ngày đầu năm mới. Ví dụ, khi Hoàng đế Khang Hi của nhà Thanh lên ngôi năm 1661, đó là một vài ngày sau ngày đầu năm mới, vì vậy niên hiệu Thuận Trị vẫn tiếp tục được dùng cho đến cuối năm, và năm Khang Hi thứ nhất (康熙 元年) chỉ bắt đầu vào ngày đầu năm mới của năm sau, năm 1662. Trường hợp ngoại lệ là Minh Quang Tông (bị chết sau khi trị vì chưa đầy một tháng, vua kế nhiệm quyết định rằng niên hiệu Thái Xương vẫn được sử dụng cho đến hết phần còn lại của năm), Minh Anh Tông và Hoàng Thái Cực (cả hai đều sử dụng hai niên hiệu).
Niên hiệu được coi là biểu tượng của quyền lực Hoàng gia. Việc tuyên bố niên hiệu khi một niên hiệu khác vẫn được sử dụng sẽ được coi là một sự thách thức đối với Hoàng đế đương nhiệm. Sự tồn tại của nhiều niên hiệu trong cùng một thời điểm thường phản ánh tình trạng bất ổn về chính trị. Ngoài ra, chuyện sử dụng một niên hiệu cụ thể là một hành động chính trị ngụ ý sự thừa nhận quyền cai trị của một Quân vương, và một vấn đề mà các sử gia truyền thống Trung Quốc phải đối mặt khi sử dụng niên hiệu để xác định thời gian của một sự kiện lịch sử. Ví dụ, khi Minh Thành Tổ giành ngai vàng từ tay cháu trai của ông là Minh Huệ Đế vào năm 1402, ông ra lệnh cho tất cả ghi chép về bốn năm cai tri của Huệ Đế sửa thành năm thứ 32 đến năm thứ 35 của Minh Thái Tổ (Hoàng đế trước Minh Huệ Đế), nhằm để thiết lập lập ông như là người thừa kế hợp pháp của Minh Thái Tổ.
Niên hiệu cũng được sử dụng (theo các quy ước đặt tên khác nhau) ở các nước Đông Á khác như Triều Tiên, Nhật Bản và Việt Nam, chủ yếu là do ảnh hưởng văn hóa của Trung Quốc. Niên hiệu Hoàng gia vẫn được sử dụng ở Nhật Bản. Trung Hoa Dân Quốc, được sử dụng ở Trung Quốc từ năm 1912 - 1949, và vẫn được sử dụng ở Đài Loan, đánh dấu năm là Dân Quốc (tức là Cộng hòa), thường được coi là niên hiệu. Ví dụ, năm đầu tiên của "Trung Hoa Dân Quốc" là năm 1912. Do đó, năm 2018 là "năm thứ 107 của Trung Hoa Dân Quốc" (民國107年). Trên đại lục, việc dùng niên hiệu đã bị bãi bỏ với việc áp dụng lịch Gregorius khi thành lập Cộng hòa Nhân dân năm 1949.

## Niên hiệu các triều vua Việt Nam
- Các triều đại phong kiến Việt Nam có tất cả 144 niên hiệu. Vì niên hiệu Thái Bình của nhà Đinh được dùng liên tục trong cả hai triều vua kế tiếp nhau (hai lần liên tục, nhưng coi là một vì triều vua sau chỉ tồn tại không đến 1 năm).
- Niên hiệu Thuận Thiên được cả hai ông vua đầu triều của nhà Lý (Lý Thái Tổ) và nhà Hậu Lê (Lê Thái Tổ) lấy làm tên cho những năm đầu trị vì của mình (hai lần, nhưng không liên tục và ở 2 triều đại khác nhau).
- Các giai đoạn lịch sử mà có tới 2 niên hiệu song song cùng tồn tại trên hai phần lãnh thổ nào đó của Việt Nam, là: giai đoạn 1533 - 1677 (phân tranh giữa nhà Mạc và nhà Hậu Lê) và 1778 - 1793 (chuyển tiếp giữa nhà Hậu Lê và nhà Tây Sơn).
- Các triều đại có nhiều niên hiệu nhất là:
  - Nhà Hậu Lê, với 43 niên hiệu nhưng chia làm 2 thời kỳ không liên tục là Lê Sơ (14 niên hiệu) và Lê Trung Hưng (29 niên hiệu);
  - Nhà Lý, với 32 niên hiệu liên tục.
- Vị Hoàng đế có nhiều niên hiệu nhất là Lý Nhân Tông, với 8 niên hiệu.
- Niên hiệu dài nhất là của các vua nhà Lý (có thể tới 4 chữ Hán).
- Tất cả các vị vua nhà Nguyễn, một triều đại tương đối dài, đều chỉ dùng một niên hiệu duy nhất trong suốt thời gian trị vì của mình.

## Niên hiệu một số vua Trung Quốc nổi tiếng
Theo thống kê của PGS Nguyễn Khắc Thuần trong sách Các đời đế vương Trung Quốc, các vị vua Trung Quốc có tất cả 840 niên hiệu. 
- Niên hiệu dài nhất là Khang Hi của vua Thanh Thánh Tổ gồm 61 năm, từ năm 1662 đến cuối năm 1722. Thứ đến là niên hiệu Càn Long của Thanh Cao Tông dài 60 năm, từ 1736 đến 1795.
- Các vị vua thay đổi nhiều niên hiệu là Hán Vũ Đế, Tấn Huệ Đế, Đường Cao Tông, Võ Tắc Thiên